# Seznam grških pevcev resne glasbe
Seznam grških pevcev resne in zabavne glasbe.

## A
- Haris Alexiou (kantavtor?)
- Eleftheria Arvanitaki (pevka zab.)

## B
- Agnes Baltsa
- Grigoris Bithikotsis (pevec zab./kantavtor?)

## C
- Maria Callas

## D
- George (Giorgis) Dallaras (pevec zab./kantavtor?)
- Loukas Daralas ?
- Angela Dimitriou (pevka zab.)

## F
- Maria Farantouri
- Paola Foka (Pagona Karamitsiou) (pevka zab.)

## G
- Dimitra Galani
- Katy Garbi (pevka zab.)
- Glykeria Kotsoula (pevka zab.)

## K
- Giannis Kalatzis  ?
- Stelios Kazantzidis (pevec zab.)
- Yiannis Kotsiras (pevec zab.)

## M
- Marinella (pevka zab...)
- Lavrentis Maxeritsas (pevec zab.-kantavtor?)
- Nana Muskuri (pevka in političarka)

## P
- Pantelis Pantelidis (pevec zab.)
- Lefteris Papadopoulos ?
- Vasilis Papakonstantinou (pevec zab.)
- Helena Paparizou (pevka zab...)
- Irene Papas (pevec zab.)
- Yiannis Parios (pevec zab.)

## R
- Demis Roussos (razl. žanrov)
- Sakis Rouvas (pevec zab.)
- Demis Rusos (pevec zab.)

## S
- Elena Souliotis

## V
- Anna Vissi (zab. grš.-ciprska)

## Z
- Eleonora Zouganeli (zab.)